# 絶対恋愛Sweet
『絶対恋愛Sweet』（ぜったいれんあいすうぃーと）は笠倉出版社が発行する漫画雑誌である。月刊誌。毎月10日発売。サイズはA5判平綴じ。2000年創刊。
少女漫画誌の区分ではあるが、掲載されているほとんどすべての作品に、何らかの形で性的表現があるのが特徴。2010年5月号は大阪府の青少年保護育成条例に基づく有害図書指定を受けている。また、掲載されている作品は基本的には読みきりだが、読み切りを何回か重ねるシリーズ作品も存在する。
派生誌として奇数月の月末に発売される「ロマンス」がある。こちらもA5判平綴じだが、2012年11月発売分（2013年1月号）までは同じ平綴じでも新書版サイズで、「Sweetプチ」と名乗っていた。該当誌はほとんどの作品が「Sweet」本誌作品の再録だが、この増刊が初出の書き下ろし漫画も存在する。
2022年頃から年4回発行に変更しました。

## 主な作家
（順不同）
- オトヨシクレヲ
- 杉本ふぁりな
- さとう♥ここ
- リカチ
- 相模ひな
- 空木朔子
- 夏生恒
- かねだなつみ
- 紫賀サヲリ
- 三国ハヂメ
- 千歳ぴよこ
- 若菜光流
- ピエール山本